# Síversk (Donetsk)
|  | No s'ha de confondre amb Sèversk. |

Síversk (en ucraïnès Сіверськ, en rus Северск) és una ciutat que es troba a l'óblast de Donetsk, Ucraïna.

## Història
Les primeres restes de la presència dels cosacs de Zaporíjia prop del riu Bakhmutka van aparèixer a finals del segle XVI i començaments del XVII. Allà, el 1851, es va formar la vila de Txernogorovka, que avui dia és un microdistricte de la ciutat. Un altre microdistricte avui dia és Radinovovka, que fou fundat com Stàraia Melnitsa pels cosacs el 1768.
L'assentament, primerament nomenat com Iama, fou fundat el 1913 per facilitar la construcció de la planta de dolomita, a les immediacions de l'estació de tren construïda el 1910. Iama va rebrer l'estatus de ciutat el 1961 i el 1973 va rebre el seu nom actual, Síversk.
El 10 de juliol del 2014 les forces ucraïneses van envair la ciutat, que des de l'abril d'aquell any havia estat en mans de les forces pro-russes del Donetsk.
Després de la invasió russa d'Ucraïna del 2022, la ciutat es va convertir el juliol del 2022 en l'escenari de la batalla de Síversk entre les forces russes i pro-russes del Donetsk i Lugansk i les forces ucraïneses, finalment, les forces russes van retirar-se momentàniament de la vila.